# Palpelius trigyrus
Palpelius trigyrus is een spinnensoort in de taxonomische indeling van de springspinnen (Salticidae).
Het dier behoort tot het geslacht Palpelius. De wetenschappelijke naam van de soort werd voor het eerst geldig gepubliceerd in 1996 door Berry, Joseph A. Beatty & Jerzy Prószyński.